# Mimi Podeanu
Mimi Podeanu (n. 4 septembrie 1927, Pogoanele, România – d. 22 iunie 1975, București, România) a fost o artistă decoratoare, textilistă și ceramistă, pionieră în arta tapiseriei românești.

## Biografie
Maria (Mimi) Podeanu a urmat studii de filologie și a frecventat în paralel Academia de Arte Frumoase din București (1947-1950), avându-i ca îndrumători pe Nicolae Dărăscu și Alexandru Ciucurencu. A frecventat și Școala de frescă de pe lângă Patriarhie.

## Carieră
În România, Mimi Podeanu a fost printre primi artiști de după 1960 care au adus la un loc artele textile contemporane și arta populară, cu succes recunoscut la nivel internațional. O principală sursă de inspirație în creația ei artisitică au reprezentat-o scoarțele populare, așa cum reiese din primele ei lucrări, Mirii din Oaș și Ștefan cel Mare. Stilul ei s-a caracterizat prin originalitate și autenticitate specific românești, aducând valoare creației artizanale populare. A realizat creații artistice în pictură, desen, ceramică și mai ales tapiserie, toate reprezentate prin îmbinarea tradiționalului cu inovația, de la țesături și forme de poterie la forme moderne.
Printre cele mai apreciate lucrări ale artistei, se află tapiseriile Măștile de priveghi din Vrancea, Arheologia și compoziția 1907, expuse în 1954 la Salonul Artelor Decorative din București, lucrări caracterizate de îmbinarea elementelor din țesătura populară cu ornamente moderne atent stilizate, astfel încât să nu altereze moștenirea folclorică. Artista a păstrat specificul românesc în fiecare tapiserie și lucrare ceramică realizată: Tezaurul de la Pietroasele, Copii cu sorcova, Grădină părăginită, Orga verii, Vis împlinit, Oltence la sfat, Pagina de album, Imagine din Deltă, Ciulini de munte, Caprifoi, Păsări întorcându-se la cuiburi, Cor de copii, Păunul, Cuptor ceramic.
În 1954, împreună cu Florin Niculiu și Paul Gherasim, a pictat biserica din Valea Viei. Operele sale au fost prezente (încă din 1954) în expoziții personale la București (1962, 1970), Haga (1969), Diablerets-Elveția (1974). De asemenea, lucrările sale au fost expuse în selecții de artă românească peste hotare: Mexico City, Paris, Sao Paulo, Sofia, Budapesta, Moscova, Washington, Chicago, New York, Nashville, Londra, Milano.
A participat la expoziții internaționale: 1957 - Trienala de arte decorative, Milano; 1962 - Bienala de ceramică Praga; 1964 - Concursul internațional de ceramică Faenza; 1965 - Geneva; 1968 - Trienala de la Milano; 1970 - Expoziția „Creația ceramică în arta contemporană”, Sopot, Polonia.
În 1977 la Sala Dalles din București a fost organizată o expoziție retrospectivă în onoarea artistei Mimi Podeanu.

## Premii și distincții

### Premii
- Premiu la trienala de la Milano - 1957
- Premiul Uniunii Artiștilor Plastici pentru artă decorativă - 1964 și 1968[6]
- Premiu și medalie de aur la Sopot - 1970
- Premiul Comitetului de Stat pentru Cultură și Artă - 1971
- Premiul „Ion Andreescu” al Academiei Române - 1974[15]

### Distincții
- Ordinul „Meritul Cultural” clasa a III-a (1968) „pentru activitate deosebită în domeniul artelor plastice”[16]